# تعليقات ديكسي شيكس على جورج دبليو بوش

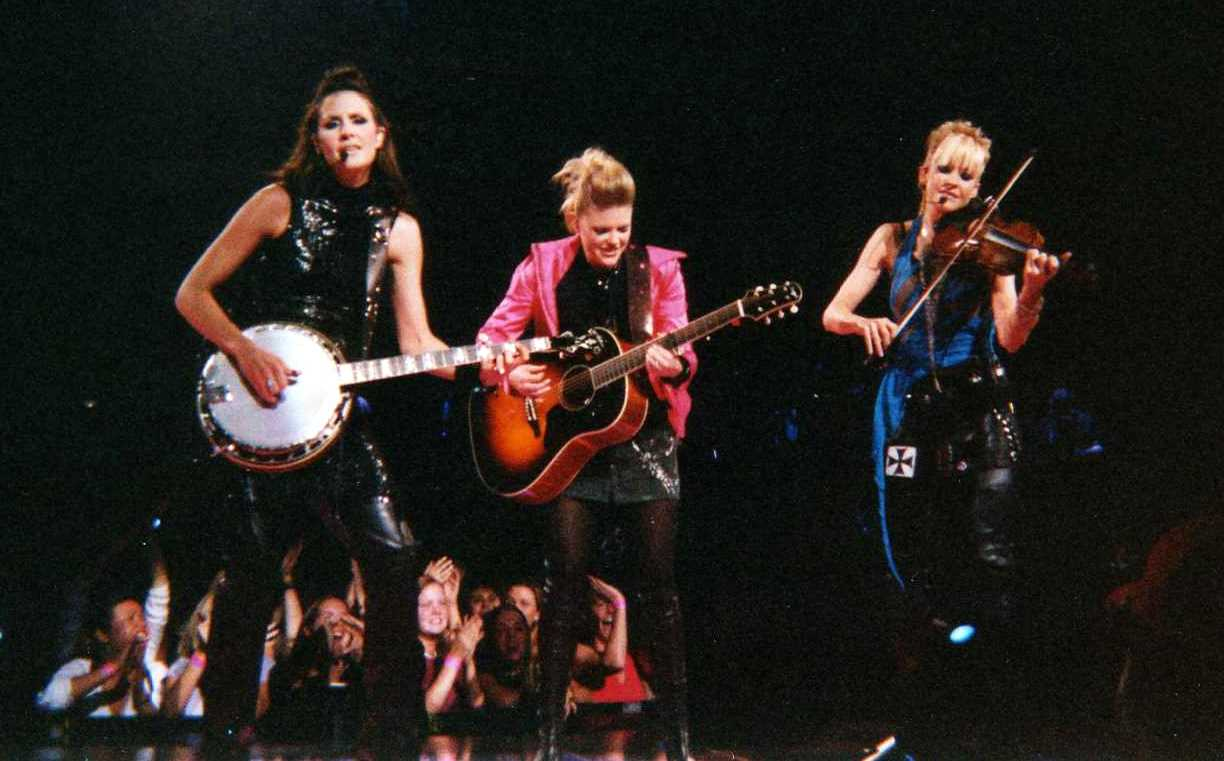
فرقة ديكسي شيكس تقدم عرضًا في ماديسون سكوير جاردن في 20 يونيو 2003، خلال جولة Top of the World

انتقدت فرقة ديكسي شيكس ألأمريكية لموسيقى الريف الرئيس جورج دبليو بوش علناً في مارس/آذار2003، مما أثار ردود فعل عنيفة. وفي حفل موسيقي في لندن خلال جولتهم "Top of the World" ،صرحت المغنية الرئيسية،ناتالي ماينز, إن فرقة ديكسي شيكس تشعر بالخجل من أن جورج دبليو بوش كان من نفس الولاية التي تنتمي إليها، وأنهم لا يدعمون الغزو الوشيك للعراق .
كانت فرقة ديكسي شيكس أشهر فرقة موسيقى الريف ألأمريكية آنذاك. وبعد نشر صحيفة الغارديان البريطانية هذا التصريح، أثار ردود فعل عنيفة من جانب المستمعين إلى البرامج في الريف ألأميركي، حيث معظمهم من اليمين المتطرف وأيدوا الحرب. أدرجت فرقة ديكسي شيكس على القائمة السوداء من قبل العديد من محطات الراديو الريفية، وهددت بالقتل وأنتقدها موسيقيون ريفيون آخرون. انخفضت مبيعات تذاكر الموسيقى والحفلات الموسيقية الخاصة بهم وفقدوا رعاية الشركات. وبعد أيام قليلة، قدمت ماينز اعتذارا، قائلة إن تعليقها كان غير محترم. وفي عام 2006 تراجعت عن اعتذارها قائلة إنها شعرت بأن بوش لا يستحق أي احترام.
شبهت مجلة إنترتينمنت ويكلي الحادثة بردود الفعل العنيفة بعد أن أطلق جون لينون نكتة في عام1966مفادها أن فرقة البيتلز أكثر شعبية من المسيح. تناول هذا الجدل في الفيلم الوثائقي Dixie Chicks: Shut Up and Sing لعام 2006. في عام2006، أصدرت فرقة ديكسي شيكس الأغنية المنفردة"Not Ready to Make Nice "،والتي تناولت الانتقادات. أستُشهد بفرقة ديكسي شيكس وموقفها من بوش باعتبارهما مؤثرين من قبل فناني الريف أللاحقين بما في ذلك تايلور سويفت وميراندا لامبرت وكيسي ماسجريفز .

## خلفية
تأسست فرقة ديكسي شيكس عام1989في دالاس، تكساس. مطلع الألفية الجديدة، أصبحوا من أشهر فرق الريف الأمريكية  والفرقة النسائية ألأكثر مبيعًا على الإطلاق. وفقًا للصحافية بيتي كلارك من صحيفة الغارديان، كانت فرقة ديكسي شيكس مثيرة للجدل في مؤسسة الريف الأمريكية، التي لم توافق على "أغانيهم الجريئة، أو أسلوبهم الاستفزازي أو حقيقة أنهم كانوا يبيعون أعدادًا ضخمة من أسطوانات البلوجراس التقدمية لأطفال البوب". 
عقب هجمات الحادي عشر من سبتمبر عام2001، ظهرت مشاعر وطنية في موسيقى الريف ألأمريكية أكثر من المعتاد، في الأغاني الناجحة مثل أغنية" بإذن من الأحمر والأبيض والأزرق(الأمريكي الغاضب)"لتوبي كيث،وأغنية "هل نسيت؟" لداريل وورلي، وأغنية " أين كنت (عندما توقف العالم عن الدوران)" لألان جاكسون. دعم العديد من مشجعي الريف ومحطات الراديو الرئيس جورج دبليو بوش والغزو الوشيك للعراق. وجدت أبحاث السوق أن متوسط المستمعين في الريف كانوا من البيض والضواحي واليمينيين . 

## بيان ماينز

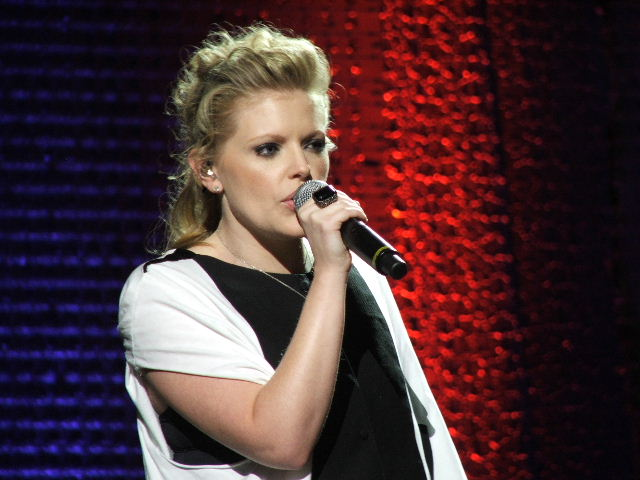
ماينز في أوستن، تكساس، في عام 2006

قدمت فرقة ديكسي شيكس عرضاً غنائياً في مسرح شيبردز بوش إمباير في لندن، إنجلترا في العاشر من مارس/آذار2003، أي قبل تسعة أيام من غزو العراق. كان الحفل الموسيقي ألأول في جولتهم Top of the World لدعم ألبومهم السادس، Home. في تقديم غلافهم لأغنية "Travelin' Soldier "، قالت المغنية ناتالي ماينز للجمهور: 
بعد أن أدلت ماينز بتعليقها، أضافت زميلتها في الفرقة، إيميلي ستراير:"لكنكم تعلمون أننا ندعم القوات بنسبة 100 بالمائة".في مراجعة للحفل لصالح صحيفة الغارديان البريطانية، نقلت كلارك تعليق ماينز وأدعت أن الجمهور هتف. كتبت كلارك: "في الوقت الذي يسارع فيه نجوم الريف إلى إصدار ترانيم مؤيدة للحرب، فإن هذا يعتبر عمليًا موسيقى بانك روك." 

## رد فعل عنيف
أثارت تصريحات ماينز ردود فعل عنيفة في الولايات المتحدة. أعتبرها العديد من مشجعي البلاد خائنة لعدم دعمها للرئيس. وأظهرت اختبارات التركيز التي أجرتها قناة Country Music Television أن الجمهور شعر بالتخلي عنه، ولم يعجبه انتقاد ماينز لبوش في بلد أجنبي بشكل خاص، حيث شعروا أن ذلك كان جبنًا. صرحت ماينز إنها أدلت بهذا التصريح في لندن لأن "هذا هو المكان الذي كنت فيه". وأضافت إن تصريحاتها تم تفسيرها بشكل خاطئ على أنها إهانة للقوات الأمريكية أو هجوم على معنوياتهم، وأنها بدلاً من ذلك انتقدت القيادة السياسية فقط. 
هبطت أغنية "Landslide"لفرقة Dixie Chicks، وهي أغنية من غناء فرقة Fleetwood Mac، من المرتبة 10 إلى المرتبة 43 على قائمة Billboard Hot 100 في أسبوع واحد ثم غادرت القائمة بعد أسبوع واحد. أدرجت فرقة ديكسي شيكس في القائمة السوداء من قبل العديد من محطات الراديو الريفية، بما في ذلك جميع محطات الراديو الريفية البالغ عددها 42 والتي تديرها شركة Cumulus Media. في 6 مايو/آيار، أوقفت محطة راديو كولورادو KKCS أثنين من منسقي الأغاني عن العمل بسبب تشغيل موسيقاهم. أوقفت محطة WTDR-FM في تالاديجا، ألاباما، بث فرقة Dixie Chicks بعد أن اتصل بها أكثر من 250 مستمع في يوم واحد لانتقاد تعليقات ماينز. وصف جيم جاكوبس، رئيس مجموعة جاكوبس للبث، التي تضم WTDR، المتصلين العاطفيين الذين يصفون أفراد الأسرة في الجيش الأمريكي. وأشار مدير فريق ديكسي تشيكس، سيمون رينشو، إلى أنه على النقيض من ذلك، أستمرت المحطات في تشغيل موسيقى تريسي لورانس ، التي أدينت بالاعتداء على زوجها في عام 1998. 
أجرت إحدى محطات الراديو في أتلانتا استطلاع رأي، أجاب خلاله 76 بالمائة من المستمعين المشاركين بأنهم سيعيدون أقراص فرقة ديكسي شيكس إذا استطاعوا من ذلك.أستخدم المتظاهرون في مدينة بوسير بولاية لويزيانا جرارًا لتدمير أقراص ديكسي شيكس المدمجة وغيرها من العناصر. وضعت محطة WDAF-AM في مدينة كنساس سيتي صناديق قمامة خارج مكتبها ليتمكن المستمعون من التخلص من أقراصهم المضغوطة، وعرضت مئات رسائل البريد الإلكتروني من المستمعين الذين يدعمون المقاطعة. 
أستقال سائق حافلة مارتي ماجواير احتجاجا على تصريحاتهم. قالت ماينز إنها وجدت هذا الأمر "غير قابل للفهم"، ولكن "نحن نتعلم أكثر فأكثر أنه ليس مستحيلاً بالنسبة لنسبة كبيرة من السكان".  كما ألغت شركة تصنيع المشروبات ليبتون عقدها الترويجي مع فرقة ديكسي تشيكس. 

### اعتذار من ماينز
في 12مارس/آذار، وبعد يومين من إدلائها ببيانها، أصدرت ماينز إخلاء مسؤولية: 
 
لقد فشل البيان في تهدئة المنتقدين. وبعد يومين، أصدرت ماينز اعتذارًا قائلًا: 
باعتباري مواطنة أميركية مهتمة، أود أن أوجه اعتذاري للرئيس بوش لأن تعليقي كان غير محترم. أشعر أن من يتولى هذا المنصب يجب أن يعامل بأقصى درجات الاحترام. نحن ألآن في أوروبا ونشهد مشاعر معادية لأميركا بشكل كبير نتيجة التسرع الملحوظ نحو الحرب. ورغم أن الحرب تظل خياراً قابلاً للتطبيق، فإنني كأم أريد فقط أن أرى استنفاد كل البدائل الممكنة قبل أن يفقد الأطفال والجنود ألأميركيين أرواحهم. أنا احب بلدي. أنا فخورة بكوني أمريكيًا.
في ذات الشهر، قال نائب الرئيس الأمريكي السابق آل جور أمام جمهور من طلاب الجامعة:"لقد شعر [الفرقة] بأنهم ليسوا أمريكيين وخاطروا بالانتقام الاقتصادي بسبب ما قيل. لقد تضررت ديمقراطيتنا. إن أفضل حماية لنا هي المناقشة الحرة والمفتوحة". أصدر الموسيقي الأمريكي بروس سبرينغستين بيانًا يدعم فيه الفرقة، واصفًا إياها بأنها "فنانون أمريكيون رائعون يعبرون عن القيم ألأمريكية باستخدام حقهم ألأمريكي في حرية التعبير ... إن نفيهم بالجملة من محطات الراديو، وحتى شبكات الراديو بأكملها، بسبب التحدث بصراحة هو أمر غير أمريكي". 

### الرد من بوش ومقالةإنترتينمنت ويكلي

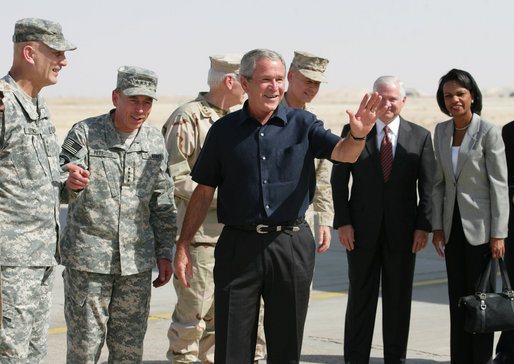
بوش في قاعدة الأسد الجوية بالعراق عام 2007

في 24 أبريل/نيسان، رد بوش على الجدل في مقابلة مع المذيع توم بروكاو:
وفي ذات اليوم، أطلقت فرقة "ديكسي تشيكس" حملة دعائية للرد على الانتقادات. في مقابلة في وقت الذروة مع ديان سوير على قناة ABC، قالت ماينز إنها لا تزال فخورة ببيانها. 
ظهرت فرقة ديكسي شيكس عاريات على غلاف مجلة إنترتينمنت ويكلي في الثاني من مايو/آيار، غطت وجوههن الكلمات والعبارات المنسوبة إليهن أثناء الجدل، بما في ذلك"الخونة",و"ملائكة صدام"، و"عاهرات ديكسي" ،و "الأمريكيون الفخورون"،و"البطل"،و"حرية التعبير "و"الشجاعة".وقد أدى الغلاف إلى نفور المعجبين أكثر.  في هذا العدد، قال ماينز أن فرقة ديكسي تشيكس "لم يكن لديها سوى الدعم للقوات" ولم تكن تكره الأشخاص الذين دعموا الحرب.  أيدها كل أعضاء الفرقة، قائلين:"جاء تعليق ناتالي نتيجة الإحباط الذي شاركناه جميعًا - فقد كنا على ما يبدو على بعد أيام من الحرب ولا يزال لدينا الكثير من الأسئلة". 

### الجولات والظهور التلفزيوني

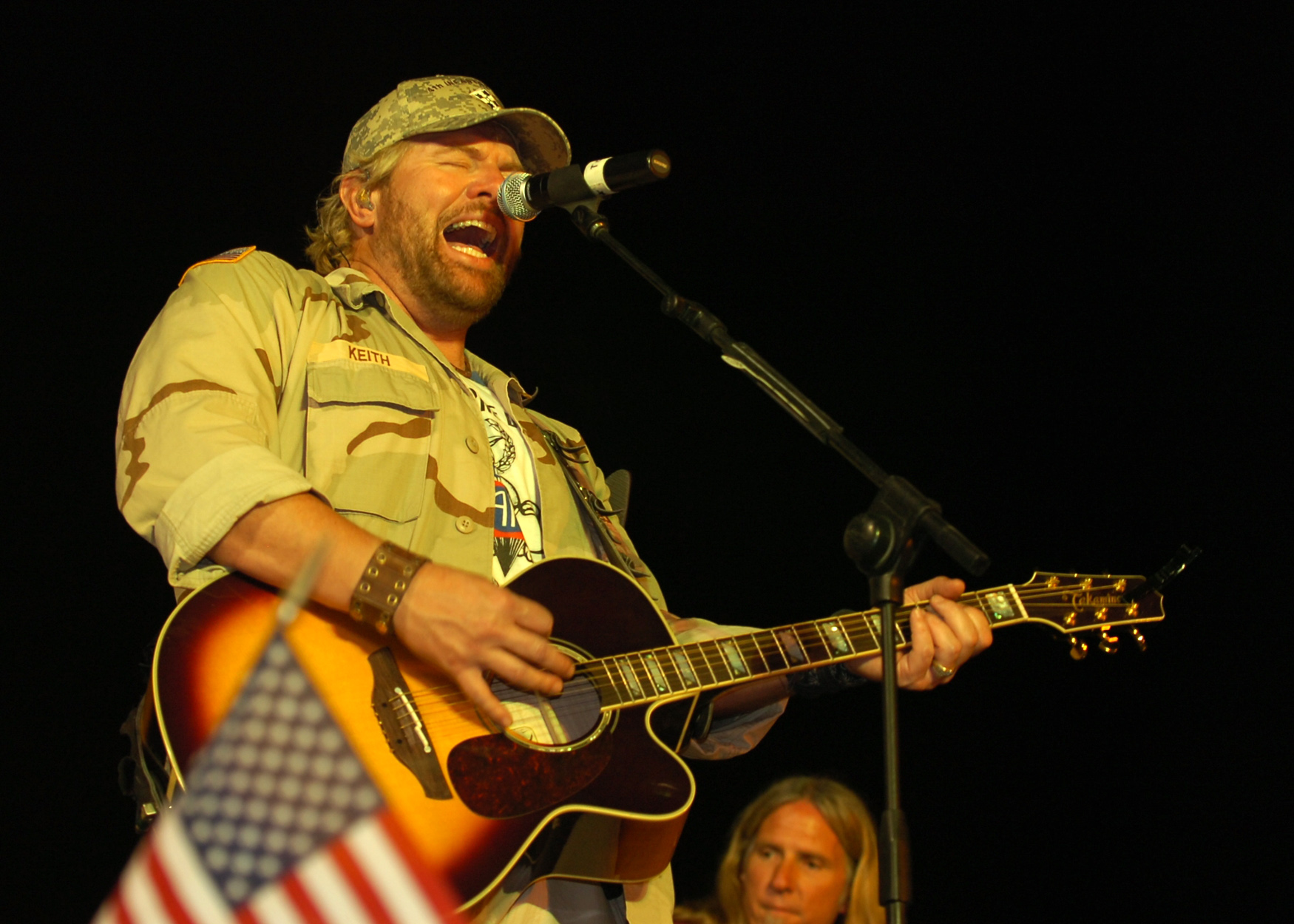
عرض توبي كيث (الصورة عام 2008) صورة معدلة لماينز والرئيس العراقي صدام حسين في حفلاته الموسيقية.

في أول عرض لهم في جولة ديكسي شيكس ألأمريكية، في الأول من مايو/آيار في جرينفيل بولاية ساوث كارولينا، ارتدت فرقة ماينز قميصًا يحمل عبارة "Dare to Be Free". أقيم حفل موسيقي مناهض لفرقة ديكسي شيكس في بلدة مجاورة.رُكبت أجهزة كشف المعادن في عروض فرقة ديكسي شيكس بعد تلقيهم تهديدات بالقتلوفي دالاس، كان لا بد من مرافقة الفرقة من قبل الشرطة إلى حفل موسيقي ثم إلى المطار.قامت بتثبيت حراسة أمنية على مدار 24 ساعة خارج منزلها، وتم إلقاء القمامة خارج منزل ستراير. 
في الواحد والعشرون من مايو/أيار، في حفل توزيع جوائز أكاديمية موسيقى الريف في لاس فيغاس، تم الإعلان عن ترشيح فرقة ديكسي شيكس لجائزة أفضل فنانة ترفيهية لهذا العام وسط صيحات الاستهجان. تم منح الجائزة إلى توبي كيث، الذي عرض صورة معدلة لماينز والرئيس العراقي صدام حسين،في حفلاته الموسيقية.كان ماينز قد انتقد كيث في العام السابق، واصفًا موسيقاه بأنها "متعصبة بشكل صارخ". 
ارتدت ماينز أثناء أداء فرقة ديكسي شيكس في الحفل، قميصًا يحمل الأحرف"FUTK". اعتبر الكثيرون أن هذا يعني "اذهب إلى الجحيم يا توبي كيث"؛ ورد بعض منتقدي ديكسي شيكس بارتداء قمصان تحمل الأحرف"FUDC". وقال متحدث باسم فرقة "ديكسي تشيكس" إن الاختصار يرمز إلى "الأصدقاء المتحدون في الحقيقة واللطف". في مقابلة عام 2004 في برنامج Real Time مع بيل ماهر، قالت ماينز إنها كانت تعتقد أن لا أحد سيفهم القميص. وقد أثار الأداء المزيد من الانتقادات من محطات الموسيقى الريفية. 

### التطورات اللاحقة
بعد تعليق ماينز بأشهر قليلة، قدمت فرقة ديكسي شيكس عرضًا وتبرعت بمبلغ 10 آلاف دولار لمنظمة Rock the Vote،وهي منظمة تشجع الشباب على التسجيل للتصويت. قالت ماينز،"لقد شعرنا دائمًا أننا نبحث عن طرق لإحداث تأثير خارج الموسيقى ... أعتقد أن كل ما حدث في الأشهر القليلة الماضية حدث لسبب ما. لقد نتج عنه الكثير من الأشياء ألإيجابية، وهذا فقط واحد منها." 
في سبتمبر/آيلول 2003،صرح ماجواير لمجلة دير شبيجل الألمانية لم تعد فرقة ديكسي شيكس تشعر بأنها جزء من مشهد موسيقى الريف. واستشهدت بنقص الدعم من نجوم الريف والخبرة في أكاديمية جوائز موسيقى الريف، وقالت:"بدلاً من ذلك، فزنا بثلاث جوائز جرامي في مواجهة منافسة أقوى بكثير. لذا نعتبر أنفسنا الآن جزءًا من عائلة الروك آند رول الكبيرة".
في عام 2004،لا تزال فرقة ديكسي شيكس تواجه انخفاضاً في مبيعات التذاكر. في العام ذاته، انضمت فرقة ديكسي شيكس إلى أعمال فنية بما في ذلك بروس سبرينغستين وبيرل جام في جولة التصويت من أجل التغيير، لجمع الأموال لقضايا ضد إعادة انتخاب بوش. في عام 2006، تراجعت ماينز عن الاعتذار الذي قدمته في عام 2003، قائلة:"لم أعد أشعر بهذه الطريقة. لا أشعر بأن [بوش] يستحق أي احترام على الإطلاق". 

## إرث
وثقت الأحداث في الفيلم الوثائقي Dixie Chicks: Shut Up and Singعام 2006.رفضت شبكة التلفزيون NBC بث إعلان تجاري للفيلم الوثائقي، مشيرة إلى سياسة ضد الإعلانات التي تتعامل مع "الجدل العام". كما رفضتقناة CW الإعلانات التجارية أيضًا. قال موزع الفيلم، هارفي وينشتاين:"إنه تعليق حزين على مستوى الخوف في مجتمعنا أن يتم إدراج فيلم عن مجموعة من الفنانين الشجعان الذين تم إدراجهم على القائمة السوداء لممارسة حقهم في حرية التعبير، الآن على القائمة السوداء للشركات الأمريكية".
صرح الموسيقي الريفي ميرل هاجارد الذي أصدر أغنية تنتقد التغطية الإعلامية الأميركية لحرب العراق، إن رد الفعل العنيف كان "مثل ملاحقة ساحرات لفظية وإعدام خارج نطاق القانون". كما أضاف هاجارد من المهين لأولئك الذين ماتوا في الحروب "عندما قفزت أغلبية أمريكا تقريبًا إلى حناجرهم لمجرد التعبير عن رأيهم". وكتب الصحافي الموسيقي كيليفا سانيه أن الجدل "جعل من السهل على المتعصبين من كلا الجانبين أن يشعروا بالتحقق". شعر بعض معجبي موسيقى الريف أن هذا أكد أن فرقة ديكسي شيكس شعرت بأنها "جيدة للغاية" بالنسبة لموسيقى الريف، في حين شعر بعض معجبي ديكسي شيكس أن هذا أكد أن صناعة موسيقى الريف كانت شركاتيه وحزبية للغاية.
منذ عام2006، لا تزال العديد من المحطات ترفض تشغيل أغاني Dixie Chicks.أظهرت اختبارات التركيز التي أجرتها محطة KFKF-FM في مدينة كنساس سيتي أن المستمعين ما زالوا يكرهونهم؛ وقال مدير البرنامج:"الأمر لا يتعلق بالموسيقى، لأننا نشغل لهم الأغاني التي كانوا يحبونها. إنه شيء غريزي. لم أر شيئًا مثله من قبل".قالت ماجواير إنها تفضل أن يكون لديها مجموعة أصغر من المعجبين المخلصين بدلاً من "الأشخاص الذين يستضيفوننا في مشغل الأقراص الخمسة الخاص بهم مع ريبا ماكنتاير وتوبي كيث". ربطت صحيفة الجارديان القائمة السوداء بانخفاض نسبة الفنانات الإناث في قائمة أفضل 100 أغنية ريفية سنويًا، من 38% في عام 1999 إلى 18% في عام 2015.
في عام 2006، أصدرت فرقة ديكسي شيكس الأغنية المنفردة"Not Ready to Make Nice"،والتي تناولت الانتقادات. في شهر يونيو/حزيران، عادوا إلى إمبراطورية شيبردز بوش وباعوا قمصانًا تحمل شعار "الشجيرة الوحيدة التي نثق بها هي شيبردز بوش".وأكدت ماينز أنهم يشعرون بالخجل لأن بوش جاء من تكساس.كانت مبيعات ألبومهم التالي، Taking the Long Way (2006)، وجولتهم أقل من التوقعات، لكن الألبوم فاز بخمس جوائز جرامي، بما في ذلك جائزة ألبوم العام. بعد أدائهم في حفل توزيع جوائز جرامي لعام 2007 ، توقفت فرقة ديكسي شيكس حتى عام 2013. 
وتكهنت مجلة إنترتينمنت ويكلي بأنه إذا لم تقتبس بيتي كلارك هذه الملاحظة في مراجعتها لصحيفة الغارديان، لما التقطتها وسائل الإعلام الأمريكية. كتبت كلارك في عام 2007 أنها ملتزمة بقرارها بإدراج الاقتباس وأن "محاكمة الساحرات في العصر الحديث" كانت سريالية ومثيرة للقلق. في عام 2016، صرحت ماينز لصحيفة نيويورك تايمز:"أرى كيف أصبح الناس أكثر استقطابًا وتعصبًا الآن. مع وسائل التواصل الاجتماعي، بدأت الآراء كلها تتحول إلى ضوضاء، ولكن في تلك المرحلة، لم يكن من المفترض حقًا أن يكون للناس رأي". قال ستراير إن الجدل "يبدو وكأنه حياة أخرى بالنسبة لي، إنه لا يبدو حقيقيًا حتى - لقد تغيرت بلادنا، لقد تغيرنا، والمشجعون بالتأكيد قد تغيروا".
أُستشهد بفرقة ديكسي شيكس وموقفها من بوش باعتبارهما مؤثرين من قبل فناني الريف ألاحقين بما في ذلك تايلور سويفت وميراندا لامبرت وكيسي ماسجريفز. وصف موقع Pitchfork هذا بأنه "إرث مرتبط بموسيقاهم ورسالتهم المتمثلة في النزاهة". في عام 2019، قالت سويفت إن فناني الريف تعرضوا لضغوط من شركات التسجيل لتجنب الحديث عن السياسة "وأن لا يكونوا مثل فرقة ديكسي تشيكس"، وهو ما شعرت أنه غير عادل.